# Markušbrijeg
Markušbrijeg falu Horvátországban Krapina-Zagorje megyében.

## Fekvése
Krapinától 15 km-re délkeletre, községközpontjától  3 km-re délre a Horvát Zagorje területén fekszik. Közigazgatásilag Loborhoz tartozik.

## Története
1857-ben 330, 1910-ben 660 lakosa volt. A település a trianoni békeszerződésig Varasd vármegye Zlatari járásához tartozott. 2001-ben 687 lakosa volt.

## Külső hivatkozások
- Lobor község hivatalos oldala
- Nemhivatalos oldal Archiválva 2013. május 14-i dátummal a Wayback Machine-ben